# Can Togay
Can Togay, olykor Can Togay János (Budapest, 1955. augusztus 27. –) Balázs Béla-díjas magyar filmrendező, forgatókönyvíró, színész, költő, kurátor, kulturális diplomata, egyetemi tanár.

## Élete
Budapesten született török szülőktől. Gyermekkorát Németországban töltötte. 1969-től Halász Péter társulatának tagja volt. 1973–1978 között az ELTE német és angol szakát végezte, majd 1980-ban a Sorbonne Nouvelle Egyetem kétéves posztgraduális képzését fejezte be francia–német összehasonlító nyelvészet szakon Jean Marie Zemb vezetésével.
1984-ben diplomát szerzett a budapesti Színház- és Filmművészeti Főiskola rendező szakán Fábri Zoltán tanítványaként. 1991-ben négy évre Finnországba költözött. Számos nemzetközi filmben játszott jelentősebb szerepet, többek között Isabelle Huppert, Hanna Schygulla, Zuhal Olcay, Tom Berenger mellett. 1992-ben A nyaraló című filmdrámája szerepelt a cannes-i fesztivál hivatalos programja Un certain regard szekciójában.
1978 óta jelennek meg versei, eleinte a Mozgó Világban, majd a 2000-ben, a Műút-ban és más folyóiratokban. 2004-ben látott napvilágot első verseskötete Fénykutya és vonat címmel az Aranykor Kiadó gondozásában.
A 2005-ben megvalósult Cipők a Duna-parton című budapesti holokauszt-emlékmű kitalálója és egyben társalkotója is Pauer Gyula szobrászművésszel.
2008. január 1-jétől a Berlini Collegium Hungaricum igazgatója, a Magyar Nagykövetség kulturális tanácsosa. Kultúrdiplomáciai megbízatása 2014. október 1-ével telt le. Togay azóta egyéb munkái mellett a babelsbergi Filmegyetem (ld. Filmuniversität Babelsberg) forgatókönyv-fejlesztési professzora.
Nős, három gyermek édesapja.
Költészetéről így nyilatkozott:
„Fiatal bölcsészhallgatóként megmutattam néhány versemet egyetemi oktatómnak, akinél modern angol költészetet hallgattam. Apróbb módosításokat javasolt, majd így szólt:
– Akkor maga most magyar költő lesz. Jól megfontolta?
Kérdésében volt valami vészjósló, amit csak felerősített a hangjából kicsengő jóindulat. Versírás közben soha nem merült fel bennem, hogy ez a tevékenység egy meghatározott pálya vagy sors választását jelentheti. Ugyanakkor amennyire elriasztott a kérdés, annyira fel is szabadított. Úgy határoztam, kivonom magam érvényessége alól. Tanárom felvetése arra is felhatalmazott, hogy minden külső szempont vagy következmény figyelembe vétele nélkül írjak, és anélkül, hogy foglalkoztatna, vajon a következő verset megírom-e?”

## Filmjei

### Rendezőként
- Grand Hotel a Szakadékhoz – rövidfilm, dokumentum, 1981
- Tangó – a változások kora – kisjátékfilm, 1982
- Ember az égből – kisjátékfilm, 1983
- Az ördög napja – 40 perc, kisjátékfilm, 1984
- Volga – rövid, dokumentum Ferenczi Gáborral 1985
- A nyaraló – nagyjátékfilm, 1991
- Egy tél az Isten háta mögött, nagyjátékfilm – 1999
- A vonat, kisjátékfilm – 2009

### Forgatókönyvíróként
- A sziget – rövidfilm, finn, dramaturg, 1993
- Napfogyatkozás 2000 – nagyjátékfilm, 1996
- Glamour – nagyjátékfilm, dramaturg, 1997
- A Hídember – nagyjátékfilm, Bereményi Gézával, 2000
- Szerelemtől sújtva – nagyjátékfilm, Sas Tamással, 2003
- Történetek az Elvesztett Birodalomból – tv-film, Ajtony Árpád írásaiból Gödrös Frigyessel, 2004
- A barátkozás lehetőségei – tv-film, Bodor Ádám írásaiból Ferenczi Gáborral, 2007
- A régi házban – tv-film, Bereményi Géza novellájából Gödrös Frigyessel, 2013

### Színészként
- Petőfi'73 – magyar nagyjátékfilm, főszereplő, rendező: Kardos Ferenc
- Mozart és Salieri – magyar nagyjátékfilm, címszereplő, rendező: Surányi András
- Az utolsó metró – francia nagyjátékfilm, epizódszereplő, rendező: François Truffaut
- Redl ezredes – magyar nagyjátékfilm, epizódszereplő, rendező: Szabó István
- Erőltetett menet – amerikai-magyar nagyjátékfilm, epizódszereplő, rendező: Nick Rice
- Eszterkönyv – magyar nagyjátékfilm, epizódszereplő, rendező: Deák Krisztina
- Malina – ném.-osztr.-francia nagyjátékfilm, főszereplő, rendező: Werner Schroeter
- Zsötem – magyar nagyjátékfilm, epizódszereplő, rendező: Salamon András
- Blue Exile – német-török-görög, nagyjátékfilm, főszereplő, rendező: Erden Kıral
- Őszi történet – török, nagyjátékfilm, főszereplő, rendező: Yavuz Özkan
- Franciska vasárnapjai – magyar nagyjátékfilm, epizódszereplő, rendező: Simó Sándor
- Fosforlu Cevriye – török tv-film, főszereplő, rendező: Mustafa Altioklar
- A Hídember – epizódszereplő, magyar játékfilm, rendező: Bereményi Géza
- Lopakodók 2. – amerikai nagyjátékfilm, epizódszereplő, rendező: Craig R. Baxley
- Rózsadomb – német–magyar nagyjátékfilm, epizódszereplő, rendező: Cantu Mari
- Happy New Year – török-angol nagyjátékfilm, epizódszereplő, rendező: Berkun Oya
- Kelj fel! – magyar tv film, epizódszereplő, rendező: Balogh Zsolt
- Jupiter holdja – magyar film, epizódszereplő, rendező: Mundruczó Kornél
- Brigádnapló, – magyar film, epizódszereplő, rendező: Szőke András

## Kötetei
- Fénykutya és vonat. Versek, 1974–2004; Édesvíz, Bp., 2004
- Ideiglenes amnézia. Budapest, 1966–1974; fotó Kovács Endre, szöveg Can Togay; Kovács Endre, Alsóörs, 2015
- Átmeneti ember. Válogatott versek, 2010–2020; Scolar, Bp., 2020

## Díjai
- Balázs Béla-díj (2001)[5]
- München, Filmfőiskolák Fesztiválja, Legjobb Főiskolás Program díja, Special Mention – Az ördög napja
- Cannes-i fesztivál Arany Kamera jelölés 1992 – A nyaraló
- Manuscrit de Vercorin forgatókönyv díja 95 – Egy tél az Isten háta mögött
- Budapesti Filmszemle 1999, Legjobb Színészi Alakítás díja (Eperjes Károly) – Egy tél az Isten háta mögött
- Szocsi 00 nemzetközi verseny – A zsűri különdíja – Egy tél az Isten háta mögött
- Legjobb férfialakítás Alexandria Filmfesztivál ’1994, – Őszi történet
- Az év filmszínésze – Török Filmszínész Szövetség díja – Őszi történet